# Relações entre Brasil e Chile
As relações entre Brasil e Chile referem-se às relações bilaterais entre a República Federativa do Brasil e a República do Chile, estabelecidas em 1836. Ambos têm agido inúmeras vezes como mediadores em conflitos internacionais, como no impasse diplomático entre os Estados Unidos e o México em 1914, evitando um possível estado de guerra entre os dois países. Mais recentemente, desde o golpe de estado e rebelião no Haiti em 2004 até 2017, o Brasil e o Chile participaram ativamente da MINUSTAH, que foi liderada pelo Exército Brasileiro.
De acordo com uma pesquisa da BBC divulgada em 2014, 62% dos chilenos veem a influência do Brasil positivamente, com apenas 12% expressando uma visão negativa.

## História

### Século XIX
No dia 22 de abril de 1836, foram formalmente estabelecidas as relações bilaterais entre ambos países. No dia 1 de setembro de 1838, foi assinado o primeiro tratado bilateral entre ambos países, o Tratado de Comércio, Amizade e Navegação.
Entre 1879 a 1883, o Chile esteve envolvido em um conflito armado com o Peru e a Bolívia conhecido como a Guerra do Pacífico, o Chile venceu o conflito e anexou parte do território peruano e também parte do território boliviano, devido a isso, a Bolívia perdeu sua saída ao mar. Durante todo conflito, o Brasil permaneceu neutro, logo, as relações entre ambos países não foram afetadas.

### Século XX

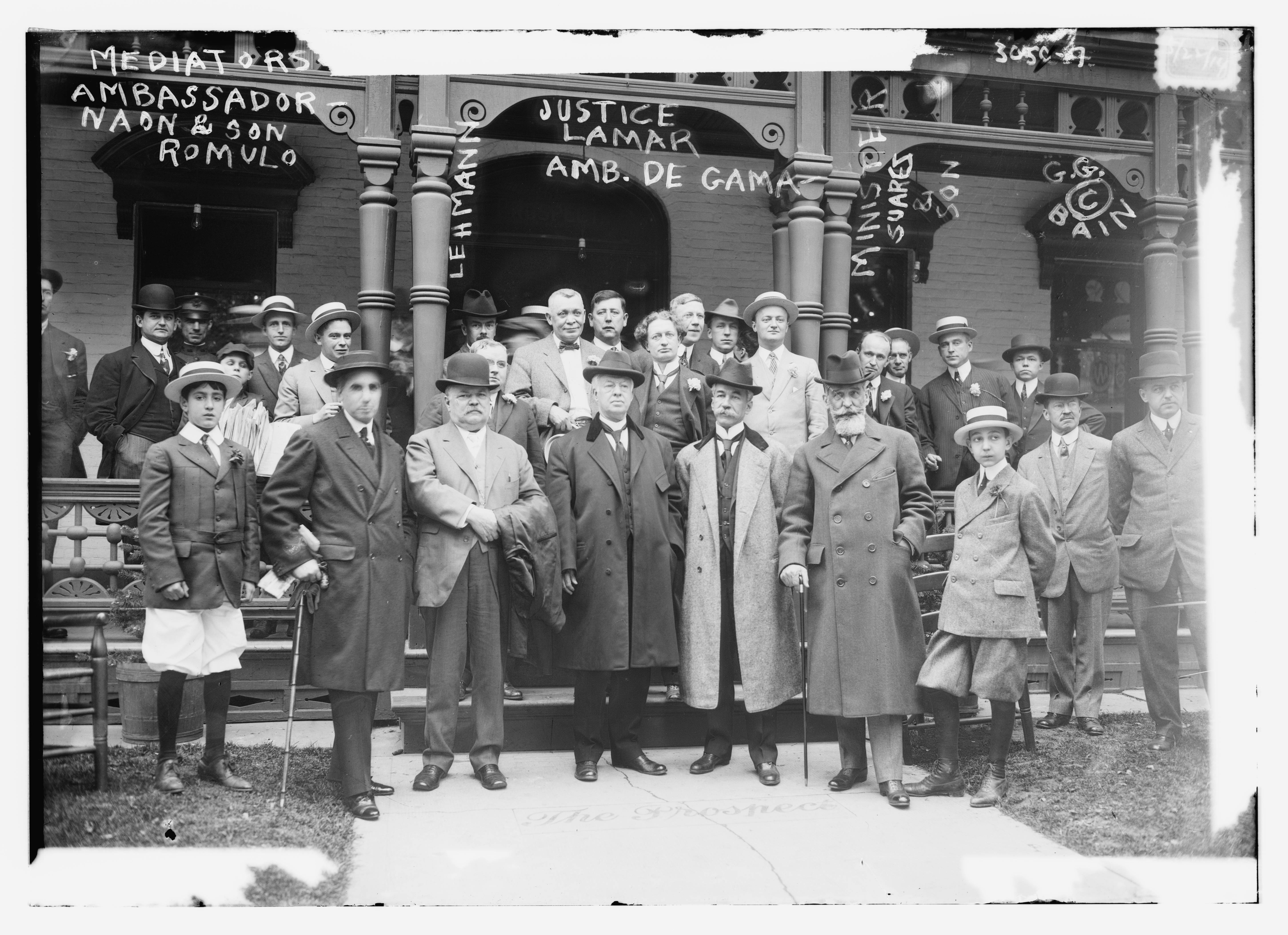
Mediadores de países do ABC na conferência que tinha como objetivo mediar um impasse diplomático entre EUA e México, em 1914.

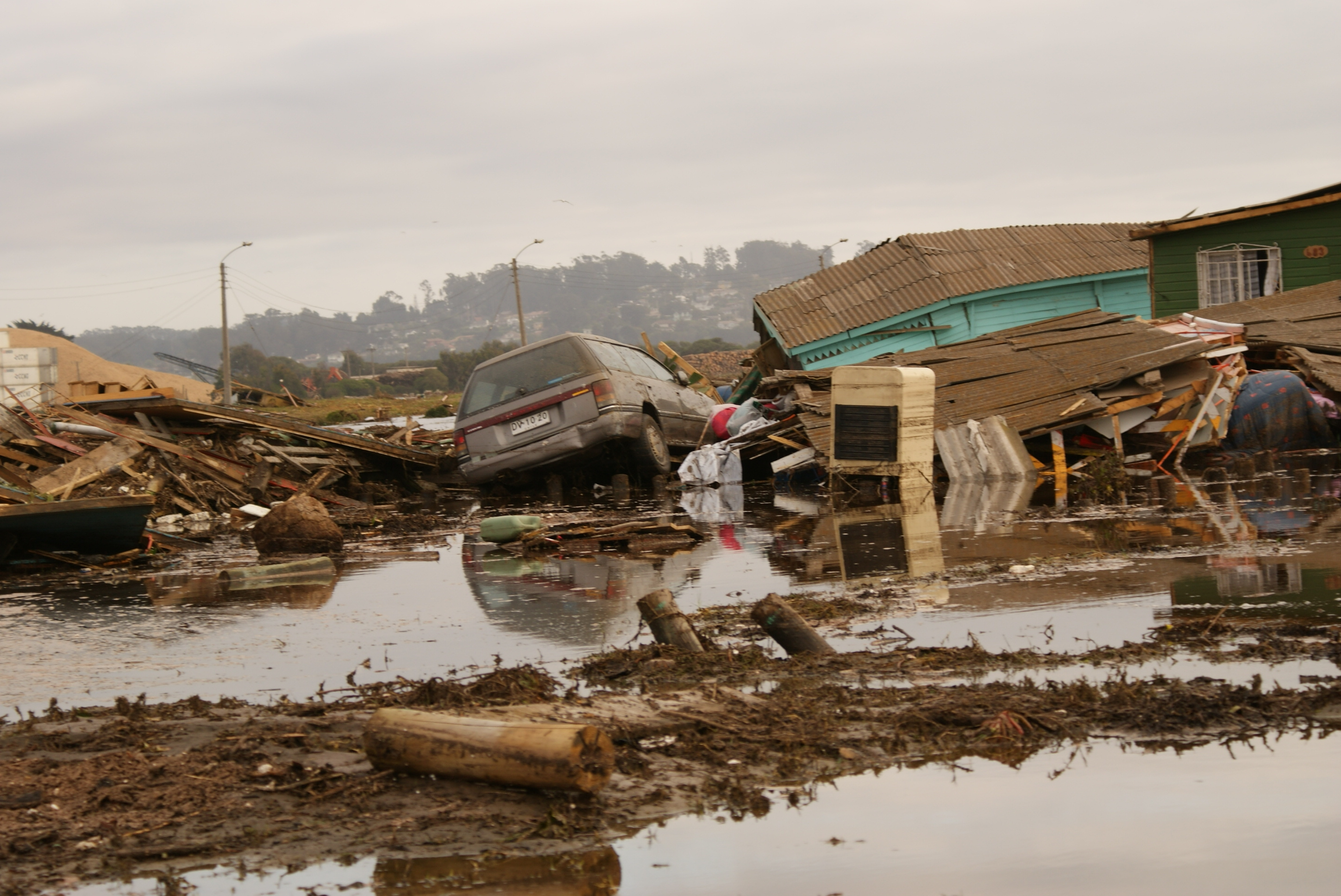
Consequências do tsunami e terremoto de 2010 no Chile.

Em 20 de maio de 1914, Argentina, Brasil e Chile (países do ABC) se reuniram na cidade de Niagara Falls, no Canadá, para mediar diplomaticamente um impasse entre Estados Unidos e México, a mediação tinha como objetivo evitar um estado de guerra entre ambos países devido a ocupação de Veracruz pelos EUA e ao incidente de Tampico.
Em 15 de maio de 1915, os três países se reuniram novamente, dessa vez para assinar um tratado formal. O Pacto de Consulta, Não Agressão e Arbitragem, mais conhecido como Pacto do ABC, foi projetado para fomentar a cooperação , a não agressão e a arbitragem de disputas. Foi formulado para resistir à influência americana na região e para estabelecer um mecanismo de consulta entre os três países signatários, como a criação de uma comissão permanente de mediação. O tratado não entrou em vigência e só foi ratificado pelo Brasil, porém, grande parte da política externa dos três países entre 1915 e 1930 seguiu a base de consultas e iniciativas mútuas que ampliaram a cooperação entre estas nações e fomentaram a integração sul-americana.
Entre 1964 e 1973, diversos políticos e militantes brasileiros de esquerda, contrários ao golpe de estado em 1964 e a instauração da ditadura militar, buscaram asilo no Chile, entre eles, o ex-presidente do Brasil, Fernando Henrique Cardoso, o pai do atual Presidente da Câmara de Deputados do Brasil, Cesar Maia, e o ex-governador de São Paulo e ex-candidato a presidência, José Serra.

### Século XXI

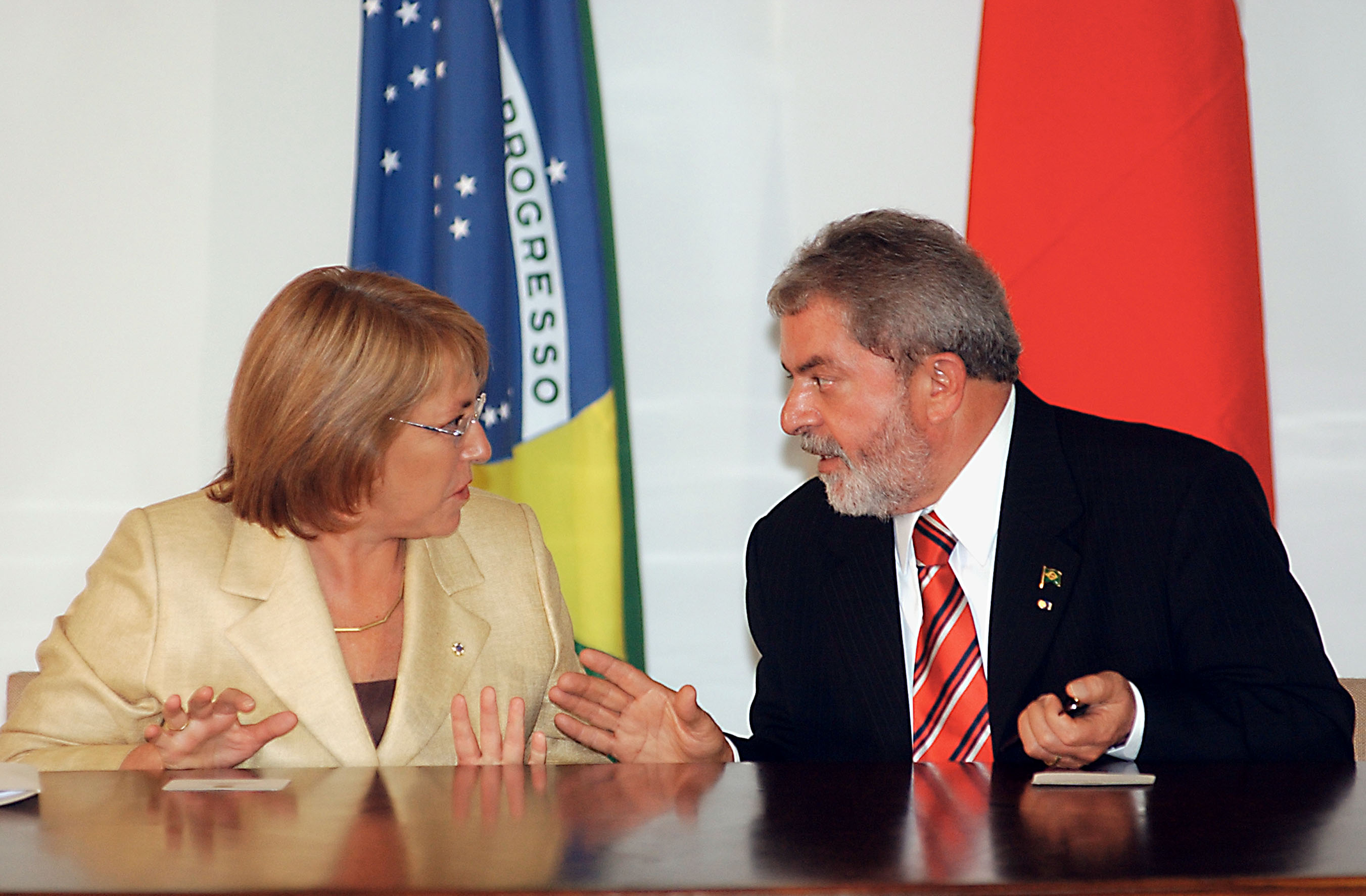
O então presidente, Luiz Inácio Lula da Silva e a então presidente do Chile, Michelle Bachelet, durante cerimônia de assinatura de atos, no Palácio do Planalto.

#### Terremoto no Chile em 2010
Em uma visita ao Chile após o terremoto que atingiu o país em 27 de fevereiro de 2010, o ex-presidente do Brasil, Luiz Inácio Lula da Silva, prestou solidariedade ao povo chileno e, junto à então presidente Michelle Bachelet, anunciou o envio de ajuda humanitária, que incluiu um hospital de campanha da Marinha do Brasil e equipes de busca e salvamento.